# 한국원예학회
한국원예학회(Korean Society for Horticultural Science)는 원예학에 관한 연구 및 지식의 보급과 회원 상호간의 친목도모로 원예학 발전에 기여 목적으로 1999년 12월 24일 설립된 사단법인이다. 사무실은 전라북도 완주군 이서면 농생명로 100, 702호 (국립원예특작과학원 본관)에 있다.

## 주요 사업
- 연구발표회 개최
- 학회지 및 도서의 간행
- 국내외 학술 교류
- 학회상 시상
- 지부 및 연구회 운영
- 기타 필요한 사업